# Mitsuo Tsukahara
Mitsuo Tsukahara (塚原光男?, Tsukahara Mitsuo; Tokyo, 22 dicembre 1947) è un ex ginnasta giapponese vincitore di numerose medaglie mondiali e olimpiche negli anni settanta.
Alle Olimpiadi ha vinto cinque ori, un argento e tre bronzi. Vanta inoltre 4 ori e 2 argenti iridati.
Ha sposato la ginnasta Chieko Oda. 
Utilizzò una tecnica fortemente innovativa, specialmente alla sbarra, dove ha vinto l'oro nei giochi olimpici estivi, sia nel 1972 a Monaco, sia nel 1976 a Montreal. Le innovazioni tecniche apportate da Tsukahara sono state talmente rivoluzionarie, che ancora oggi portano il suo nome tre esercizi nel volteggio (Tsukahara teso, raggruppato e carpiato), nonché l'uscita dall'esercizio alla sbarra eseguita con oscillazione in avanti, abbandonando le impugnature e compiendo un doppio salto giro dietro raggruppato con 1 avvitamento intorno all'asse longitudinale 
È padre del campione olimpico Naoya Tsukahara.

## Palmarès
- Giochi olimpici estivi

1968 - Città del Messico: oro nel concorso a squadre
1972 - Monaco: oro nella sbarra
1972 - Monaco: oro nel concorso a squadre
1972 - Monaco: bronzo negli anelli
1976 - Montréal: oro nella sbarra
1976 - Montréal: oro nel concorso a squadre
1976 - Montréal: argento nel volteggio
1976 - Montréal: bronzo nel concorso individuale
1976 - Montréal: bronzo nelle parallele